# Referendum na Słowacji w 2010 roku
Referendum na Słowacji w 2010 roku – odbyło się 18 września 2010 i dotyczyło 6 propozycji zmian w sprawach polityki wewnętrznej, podatkowej i w prawie prasowym. Chociaż większość głosujących poparła zmiany, referendum z powodu niższej od wymaganej frekwencji wyborczej, nie było prawnie wiążące.

## Organizacja referendum
Z propozycją organizacji referendum wyszła już w 2009 nowo powstała partia Wolność i Solidarność (SaS) na czele z Richardem Sulíkiem. Rozpoczęła wówczas zbieranie wymaganej liczby podpisów pod wnioskiem do prezydenta w tej sprawie. 9 czerwca 2010 Sulik przedstawił prezydentowi Ivanowi Gašparovičowi wniosek z ponad 400 tys. podpisów, spośród których 386 tys. uznanych zostało za ważne przez Kancelarię Prezydenta. 7 lipca 2010 prezydent Gašparovič zarządził organizację głosowania na 18 września 2010. 

## Przedmiot głosowania
Przedmiotem głosowania była propozycja 6 zmian w obszarach polityki wewnętrznej, podatków i prawa prasowego:
1. zniesienie abonamentu radiowo-telewizyjnego
2. ograniczenie immunitetu parlamentarnego
3. zmniejszenie liczby posłów ze 150 do 100 do roku 2014
4. ustanowienie maksymalnej ceny dla pojazdów używanych przez rząd na poziomie 40 tys. euro
5. wprowadzenie głosowania elektronicznego przez internet w czasie wyborów
6. zmiana prawa prasowego - zniesienie przepisu gwarantującego automatyczne prawo odpowiedzi dla polityków

Ostatnie z czterech kwestii zyskały poparcie koalicji rządowej, współtworzonej przez SaS, po wyborach parlamentarnych w czerwcu 2010. 
Aby referendum było ważne frekwencja wyborcza musiała wynieść co najmniej 50%, co od 1993, kiedy zorganizowanych zostało 6 referendów, zostało spełnione tylko raz - w czasie referendum w sprawie akcesji do Unii Europejskiej w 2003 (frekwencja wyniosła wówczas 52%). 
Koszt przeprowadzenia referendum wyniósł łącznie 7,26 mln euro. Ministerstwo Spraw Wewnętrznych, odpowiedzialne za jego organizację, przeznaczyło na ten cel 6 mln euro pochodzących z budżetu państwa. Dodatkowo Słowacki Urząd Statystyczny, odpowiedzialny za zliczanie głosów, wyasygnował 1,26 mln euro. 
Partie opozycyjne oraz prezydent Gašparovič byli przeciwni organizacji referendum. Prezydent zapowiedział, że nie weźmie w nim udziału, określając je jako "kampanię polityczną przynoszącą korzyść jednej partii".

## Głosowanie i wyniki
Głosowanie 18 września 2010 trwało w godzinach 7.00-22.00 i odbyło się w ponad 5 tys. lokali wyborczych. Uprawnionych do głosowania było 4,37 mln obywateli. 
W referendum obywatele poparli wszystkie z 6 proponowanych zmian w prawie, jednak z powodu niższej niż wymagana frekwencji wyborczej, wyniki te nie były prawnie wiążące. Frekwencja wyborcza wyniosła 22,84% (wobec wymaganych co najmniej 50%). 
- Szczegółowe wyniki referendum:

| Nr pytania | Liczba głosów za        | %      | Liczba głosów przeciw | %      |
| ---------- | ----------------------- | ------ | --------------------- | ------ |
| 1          | 870 864                 | 87,24% | 90 058                | 9,02%  |
| 2          | 952 281                 | 95,40% | 17 333                | 1,73%  |
| 3          | 925 888                 | 92,76% | 38 450                | 3,85%  |
| 4          | 886 767                 | 88,84% | 61 532                | 6,16%  |
| 5          | 703 336                 | 70,46% | 221 847               | 22,22% |
| 6          | 747 983                 | 74,93% | 134 163               | 13,44% |
|            | Razem: 998 142 (22,84%) |        |                       |        |
| Źródło:    |                         |        |                       |        |